# چکسیراکسی

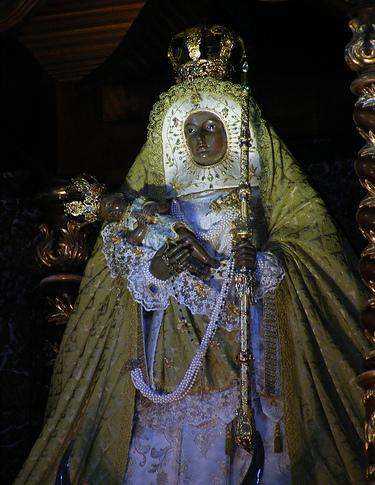
بت چکسیراکسی

چکسیراکسی (به انگلیسی: Chaxiraxi) ایزدبانویی، شناخته شده به عنوان مادر خورشید، در دین ساکنان بومی گوانچه از جزایر قناری است. الهه چکسیراکسی یکی از الهه‌های اصلی معبد بوده با ستاره سهیل همراه بوده‌است.

## پرستش
چکسیراکسی ایزد بانو اصلی دین پگانیسم مدرن غیرمسیحی کلیسای مردم گوانچه در نظر گرفته شده و مورد پرستش قرار می‌گرفته‌است.